# Richard von Schoeller

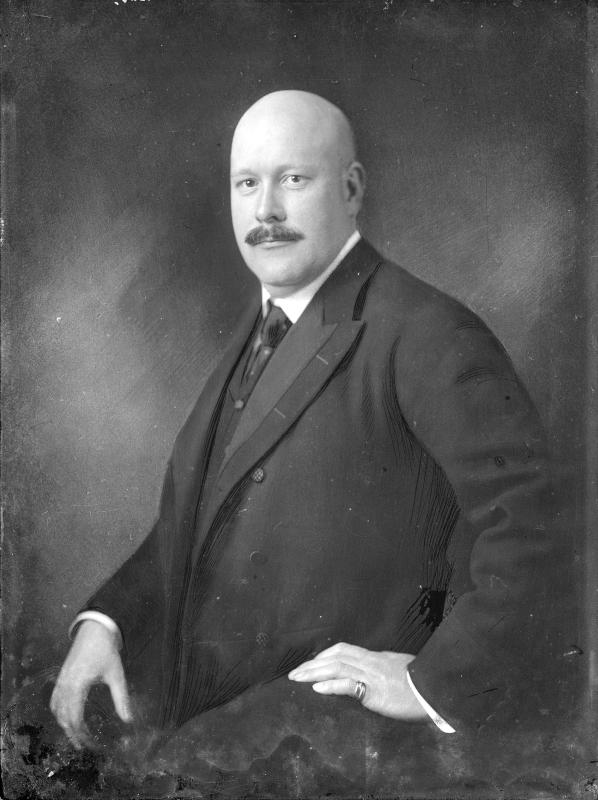
Richard von Schoeller (1871–1950)

Richard von Schoeller (ab 1919 Richard Schoeller; * 13. August 1871 in Groß-Čakovice bei Prag; † 22. Juni 1950 in Wien) war ein österreichischer Großindustrieller der Montanindustrie.

## Leben und Wirken
Richard (von) Schoeller entstammte der Brünner Linie der rheinischen Unternehmerfamilie Schoeller und war der Sohn des mährischen Großindustriellen in der Zuckerindustrie Philipp Johann von Schoeller (1835–1892) und der Idaliese Edle von Schickh († 1896). Nach dem Besuch der deutschen Staatsschule in Prag studierte er Agrarwissenschaften an der Universität Halle, da er gemeinsam mit seinem Bruder Philipp Josef von Schoeller (1864–1906) die Leitung der väterlichen Zuckerfabriken in Groß-Čakovice, Čáslav und Vrdy übernehmen sollte. Ab dem Jahr 1900 trat er wie die meisten Familienmitglieder zunächst als Gesellschafter in das Wiener Groß- und Handelshaus Schoeller & Co., der späteren Schoellerbank, ein. Schon bald danach berief ihn sein Vetter aus der Wiener Linie der Familie, Sir Paul Eduard von Schoeller, in die Leitung der durch Alexander von Schoeller gegründeten Ternitzer Walzwerk- und Bessemer Stahlfabrikations-AG. Zur Weiterführung der bereits von Paul Eduard betriebenen Expansion der Schoellerschen Stahlwerke richtete Richard zahlreiche Niederlassungen sowie eine eigene Verkaufstochter für die Belieferung des deutschen Marktes ein. Ferner integrierte er vorübergehend die Stahlwerke des Fürsten Johann Adolf von Schwarzenberg in Vordernberg und Trofaiach in sein Unternehmen, die er jedoch bereits im Jahr 1911 auf Grund von Unproduktivität wieder stilllegen ließ. Des Weiteren übernahm er die Hammer- und Walzwerke in Murau und Unzmarkt-Frauenburg sowie die Holzschleiferei, Holzstoffwarenfabrik und Kartonfabrik Schoeller & Co im Ortsteil Hirschwang von Reichenau an der Rax, die er 1916 an die Neusiedler AG verkaufte.
Nach Paul Eduards Tod im Jahr 1920 wurde Richard Schoeller zum Universalerben des gesamten Firmenimperiums einschließlich der Schoellerbank und der verschiedenen Zucker-, Bier- und Getreidefabriken. In dieser Eigenschaft vollzog er im Jahre 1924 als nächsten wichtigen Schritt die Fusion der Bleckmann-Stahlwerke in Mürzzuschlag mit den Ternitzer Schoeller-Stahlwerken zu den Schoeller-Bleckmann Stahlwerken und übernahm das Präsidentenamt. Als Erbe und Leiter der 1853 ebenfalls von Alexander von Schoeller gegründeten Ebenfurther Rollgerstenfabrik, die bereits 1894 mit der Ersten Wiener Walzmühle Vonwiller zusammengelegt worden war, setzte er die Vereinigung der Bäckermühle am Schüttel und der Kellnermühle in Schwechat zur Getreide AG von Schoeller & Co. durch. Schließlich veranlasste er 1926 als Präsident der Hütteldorfer Brauerei noch die Übernahme der Vereinigten Brauereien Schwechat, Sankt Marx, Simmering AG, die zu jener Zeit als die drittgrößte Brauerei Europas galt.
Neben diesen vielfältigen unternehmerischen Aufgaben gehörte er noch verschiedenen Vorständen, Verwaltungs- und Aufsichtsräten an. So leitete er als Präsident die Geschicke der Grazer Waggonfabrik und als Vizepräsident die der Aktiengesellschaft der Lokomotiv-Fabrik vormals G. Sigl sowie der Vereinigten Brauereien AG. Er war Mitglied im Verwaltungsrat der Bodencreditanstalt, der Getreide AG und der Wiener Ersten Sparkasse, sowie im Aufsichtsrat der Veitscher Magnesitwerke AG und der Brauerei Schwechat. Darüber hinaus war er Präsident des Industriehaus-Vereins zum Bau des Hauses der Industrie, das 1911 von Kaiser Franz Josef eröffnet wurde, und war Vizepräsident des dort residierenden Industrie-Klubs, einer Vorläuferorganisation der Industriellenvereinigung.
Mitte der 1920er-Jahre versuchten die Alchemisten Franz Tausend, Rolf Rienhardt und Erich Ludendorff Gold durch Transmutation herzustellen, die dazu 1925 die Gesellschaft 164 gründeten. Finanziert wurden die angeblichen „Forschungen“ von „sich um die Nationalsozialistische Partei drängenden reichen Bürger“. Zu diesen vermögenden Fabrikanten und Industriellen gehörten auch Richard Schoeller und sein Neffe Philipp Alois (siehe unten). In Wirklichkeit diente die Gesellschaft 164 als Geldwaschanlage für illegale Parteispenden, wobei der überwiegende Teil des Geldes von Ludendorff zur Finanzierung des defizitären NS-Parteiblatts Völkischer Kurier verwendet wurde.
In Vorbereitung auf die Volksabstimmung zum Anschluss Österreichs im April 1938 wurden „einzelnen Personen ein individuell gehaltenes Schreiben mit dem Ersuchen, sich über die Schaffung des Großdeutschen Reiches und die Volksabstimmung zu äußern, zugesandt.“ Unter ihnen, in der Rubrik „bedeutende Männer“ genannt, auch Richard Schoeller. Sein „Deutsches Bekenntnis“:

„Die historischen Ereignisse der Märztage 1938 haben mich, der ich ein Lebensalter lang immer wieder engste Verbundenheit mit dem Deutschen Reiche ersehnt habe, mit ehrlicher, tiefer Freude erfüllt, denn diese Sehnsucht hat nun schöne, strahlende Erfüllung im Zusammenschluß erfahren. Ich freue mich für unsere prachtvollen, aufrechten Arbeitsmenschen, daß sie eingehen können in eine große, starke Gemeinschaft, die nicht Sozialismus übt als Mittel zum Zweck, sondern sozial ist aus der gewaltigen Idee des gemeinsamen Schicksals und Blutes, und daß sie alle nun mitarbeiten dürfen an der Größe und Macht unseres geliebten deutschen Volkes.“

## Familie

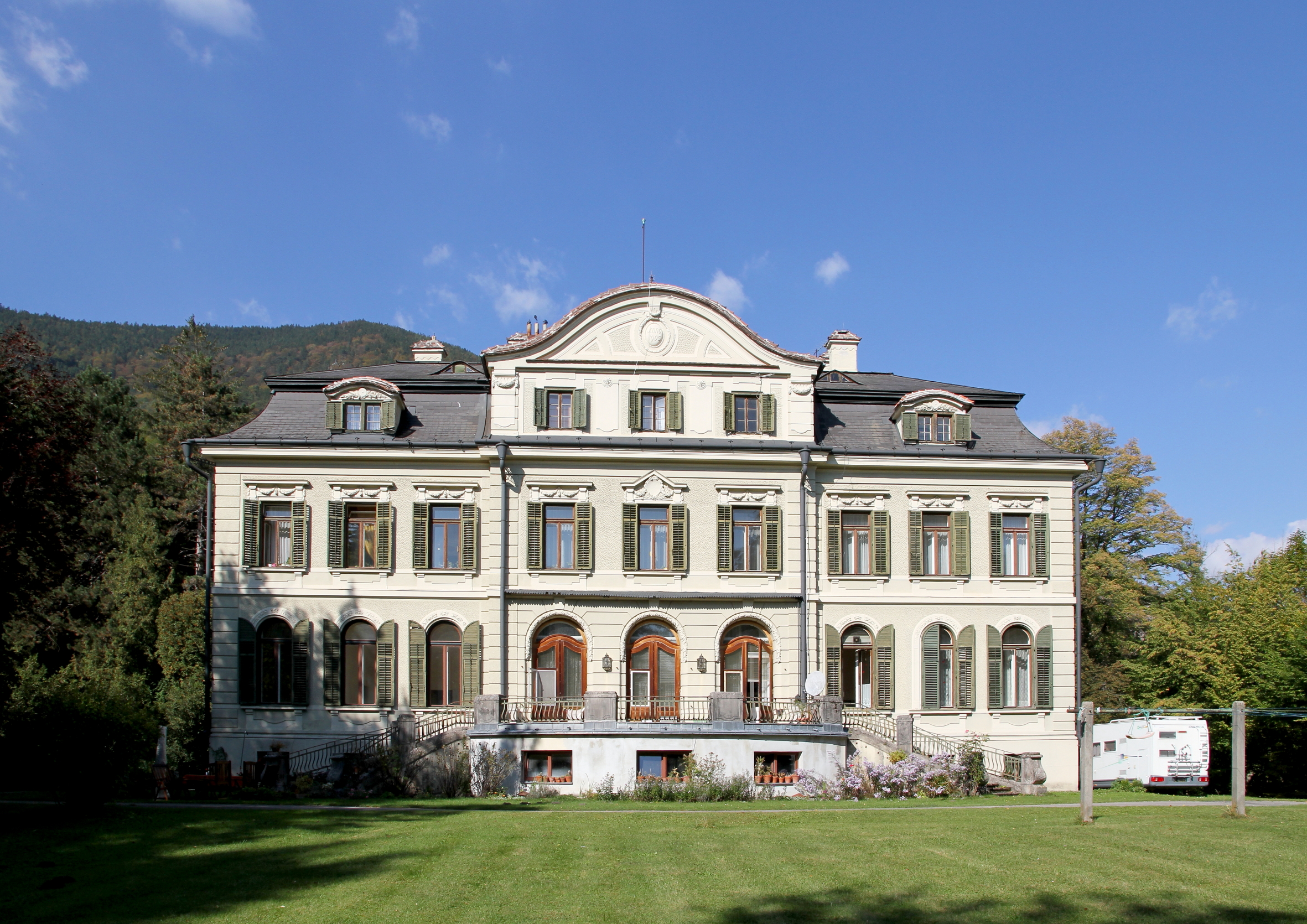
Villa Schoeller in Hirschwang

Da Richard Schoeller, der mit Emma, geborene Siedenburg, verheiratet gewesen war und keine männlichen Nachkommen hatte, wurde sein Neffe Philipp Alois (1892–1977), Sohn seines Bruders Philipp Josef und Vater unter anderem des späteren Wirtschaftsfunktionärs Philipp von Schoeller, bereits 1933 auf Grund einer ernsten Erkrankung Richards zum Universalerben des familieneigenen Wirtschaftsimperiums erwählt.
Unter Philipp Alois Leitung wurden die Schoeller-Bleckmann Stahlwerke zu einem bedeutenden Teil der österreichischen Rüstungsindustrie für den Zweiten Weltkrieg, woraufhin dieser, als frühes illegales NSDAP-Mitglied, später von Hitler zum Wehrwirtschaftsführer ernannt wurde.
Bereits im Jahre 1911 veranlasste Richard von Schoeller, dass seinen beiden Vettern und Söhne des Brünner Tuchfabrikanten Alois Philipp Schoeller (1832–1885), dem Ordonnanzoffizier Major Friedrich von Schoeller (1872–1917) und dem Zuckerindustriellen Robert Schoeller (1873–1950), das Adelsprädikat übertragen wurde. Dieses ging nach dem Ersten Weltkrieg mit dem Adelsaufhebungsgesetz 1919 wieder verloren, wodurch die Familienmitglieder seither wiederum nur den Namen Schoeller ohne von tragen.
Richards Tochter Felicitas (1900–1975) heiratete in erster Ehe James Wendell Southard und in zweiter Ehe den Bankier Alfred Hohenlohe-Schillingsfürst (1889–1948), Sohn des österreichischen Politikers und kurzzeitigen Ministerpräsidenten Konrad zu Hohenlohe-Schillingsfürst.

## Ehrungen
- 1925: Akademischer Ehrenbürger der Technischen Hochschule Wien[5]
- Vor 1938: Verleihung des Titels Kommerzialrat[4]
- Im Haus der Industrie wurde der Versammlungsraum „Richard-Schoeller-Saal“[6] nach ihm benannt.